# Morto vivente

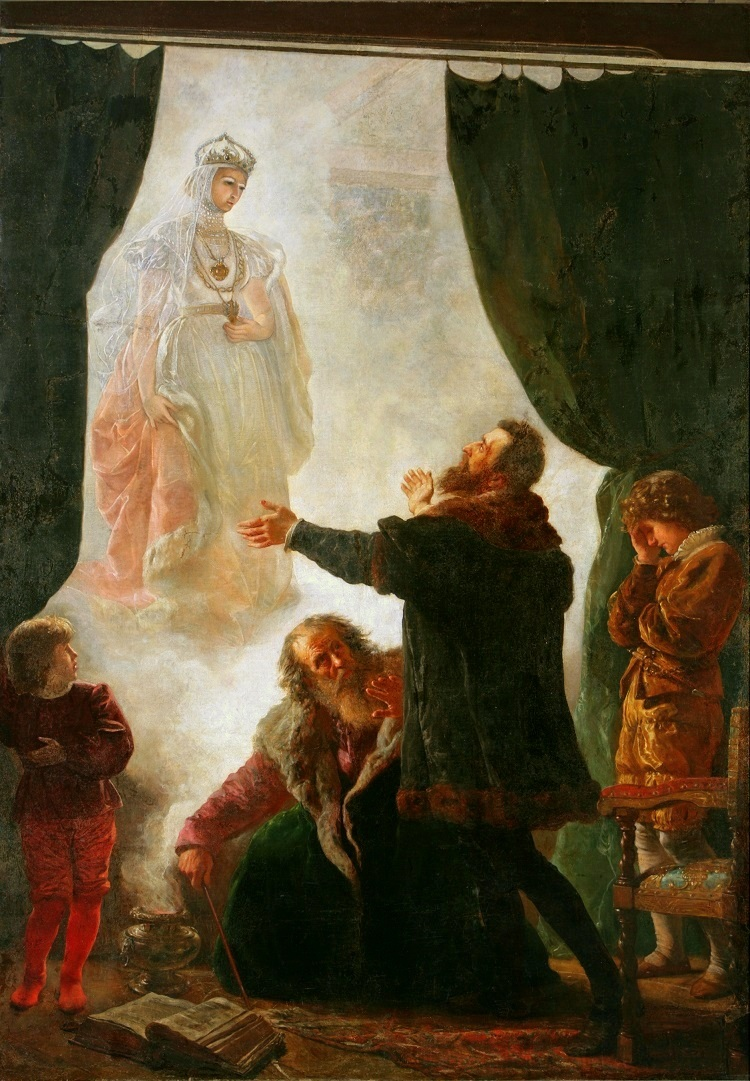
Il fantasma di Barbara Radziwiłł, opera di Wojciech Gerson

Il morto vivente, detto anche non morto o morto che cammina (in inglese undead, in francese revenant), è una creatura mostruosa immaginaria generata dalla resurrezione di un cadavere. L'accezione morto vivente può riferirsi a vari tipi di creature fantastiche, come ad esempio vampiri,
zombi, mummie, personaggi di serie fantasy e giochi di ruolo.
In ambito letterario e cinematografico i morti viventi si sono spesso accavallati o confusi con gli zombie. Lo zombi (o in inglese zombie) è una parola di origine haitiana collegata ai miti del vudù (o voodoo), e si riferisce ad uno spirito evocato con riti magici dall'aldilà che si incarna in un cadavere. Figura quanto mai leggendaria, su cui si è molto speculato, specialmente durante la dittatura sull'isola della famiglia Duvalier.
A partire però dalla metà circa del XX secolo, il morto vivente ha assunto una forma diversa da quella dello zombi haitiano, che, seppur ancora legata in parte a quella dello zombi (e del quale spesso mantiene la definizione), si è modificata in favore di una nuova immagine più corrispondente alla natura delle paure di una società occidentale moderna. Tale tipologia di morto vivente ha avuto il suo sviluppo principalmente attraverso il cinema e la narrativa.

## Sviluppo storico
Il morto vivente cinematografico appare per la prima volta nel film L'isola degli zombies (White Zombie, 1932) di V. Halperin, ma ancora nella sua veste originale legata alla tradizione della magia nera haitiana. Molto simile a questo modello di morto vivente è quasi tutta la filmografia successiva, dove le creature che si susseguono sullo schermo sono quasi sempre il prodotto di magia nera o forze diaboliche. Dagli anni cinquanta in poi, con l'inizio dell'Era Atomica, durante il periodo della Guerra Fredda, e con la sempre presente minaccia di una guerra nucleare, la figura del morto vivente si trasforma.
E pur non rinunciando completamente alla sua veste precedente, diventa il prodotto di esperimenti scientifici malsani, e piani d'invasione extraterrestre. A creare una figura di transizione tra queste due tipologie di morti viventi e il morto vivente moderno, fu Richard Matheson con il suo libro Io sono leggenda (1954),  dove la creatura affamata di carne umana, aveva caratteristiche a metà tra il morto vivente e il vampiro. Il romanzo di Matheson può essere a ragion veduta considerato il capostipite del genere che si svilupperà subito dopo, e non a caso ne sono state tratte numerosissime versioni cinematografiche, più o meno fedeli all'originale.
La prima vera apparizione di un morto vivente non tradizionale avviene nel film La notte dei morti viventi (Night of the Living Dead, 1968) di George A. Romero. Da questo momento in poi, grazie anche al successo della pellicola, la figura cinematografica del morto vivente si distacca dai canoni precedenti e sviluppa autonomamente una sua propria fisionomia, riconosciuta poi in tutti i film a seguire. Con la successiva massiccia diffusione di questo nuovo genere di mostro cinematografico, il morto vivente ha sopravanzato ogni altra sua precedente interpretazione. Ed è principalmente a lui che al giorno d'oggi è legata la conoscenza del vocabolo “zombi” a livello mondiale.

## Caratteristiche generali
Il morto vivente cinematografico, così come appare per la prima volta sugli schermi, è un cadavere riportato ad uno stato di vita apparente e alla continua ricerca di carne umana o animale. Fondamentalmente questo non-morto o resuscitato non possiede alcuna funzione vitale: non ha battito cardiaco, respirazione, o riflessi. Anche se, a seconda dello stato di deturpamento dovuto al processo di putrefazione subito dal corpo durante il periodo di non-vita, può mantenere inalterate alcune delle facoltà precedentemente possedute, come la deambulazione, o la vista, l'udito e l'olfatto.
Originariamente i suoi movimenti erano solitamente lenti e goffi, ma con il passare degli anni le nuove generazioni sembrano aver guadagnato una maggiore mobilità e consapevolezza. Il morto vivente non è in genere in grado di parlare e al massimo emette solo una limitata gamma di suoni gutturali. Preso nella sua singolarità non rappresenta in genere un pericolo insormontabile per un essere vivente adulto e in buona salute. La sua pericolosità deriva principalmente dal suo radunarsi in gruppi più o meno numerosi, dalla tenacia con cui tenta di arrivare a divorare le sue vittime, e dal suo morso sempre letale per un essere vivente. Pertanto, il radunarsi in gruppi, o meglio, in orde, rende gli zombie dei veri superpredatori.

## Fisiologia

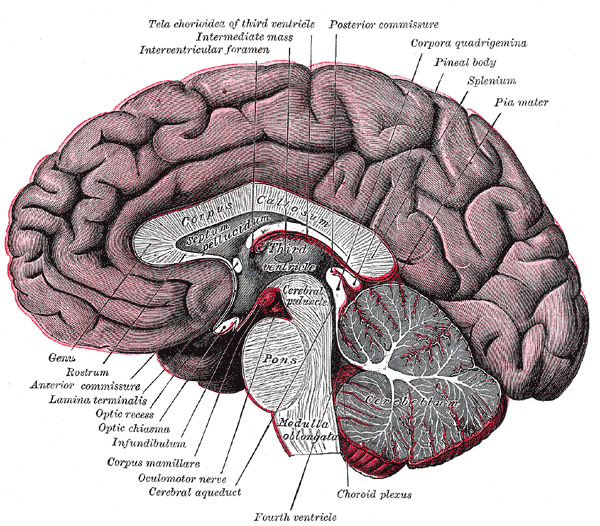
Sezione del cervello umano

Ne Il giorno dei morti viventi (The Day of the Dead, 1985), terzo film del genere diretto da George Romero, attraverso uno dei personaggi del film, il Dr. Logan, che compie esperimenti sui corpi dei morti viventi, viene offerta una sintetica descrizione della fisiologia di un morto vivente. Secondo quanto afferma il Dr. Logan, conseguentemente al “risveglio” si presenta nel cadavere un subitaneo rallentamento dei processi di decomposizione dei tessuti.
Il che porta a ipotizzare una piena attività del morto vivente per un arco di tempo che può raggiungere i 15 anni nei cadaveri più recenti, e che quindi hanno subito meno danneggiamenti. Sempre secondo le ricerche compiute dal Dr. Logan, tutte le funzioni possedute da un non-morto si manifestano attraverso stimolazioni cerebrali provenienti dall'archeo-cervello (o cervello degli istinti e passioni), unica struttura del corpo a non presentare un evidente disfacimento, posizionata alla base del cervello, in un'area corrispondente all'incirca a quella dell'ipotalamo. La stessa bramosia incessante di carne che caratterizza il comportamento del morto vivente non avrebbe quindi la funzione di nutrirlo, ma farebbe parte solamente di un istinto arcaico prodotto dall'attività di questa parte del cervello.
Non ci sono invece teorie univoche circa il contagio trasmesso dal morso del morto vivente. In certi casi, quando la manifestazione del fenomeno è legata ad un agente di natura virale, è legittimo ipotizzare la presenza di un virus che si trasmette tramite la saliva (o il sangue stesso, come nel film 28 giorni dopo). Ma nelle restanti categorie di manifestazione la natura del contagio rimane quasi sempre non specificata. Altrettanto non univocamente specificato è il tempo di mutazione in seguito al morso - che può variare da pochi istanti a periodi di 12 ore o più. Nonostante i non morti siano principalmente rappresentati come zombie, ne esistono vari tipi con differenti connotazioni fisiche. I cosiddetti lich, dallo scozzese cadavere, vengono ritratti come scheletri o cadaveri viventi dotati di poteri soprannaturali. Altro esempio sono i vampiri, con canini aguzzi e carnagione pallida.

## Tipologie
Come ampiamente illustrato nel nuovo libro di Max Brooks - Eat My Brains ! (inedito in Italia), è possibile catalogare la manifestazione del fenomeno del risveglio dei morti in almeno quattro categorie principali:
- Morti Viventi divenuti tali per opere di magia nera o forze demoniache.
- Morti Viventi divenuti tali per l'azione di esseri o cose provenienti da altri mondi.
- Morti Viventi divenuti tali in seguito a esperimenti scientifici (esposizione a virus, gas, radiazioni, ecc.).
- Morti Viventi divenuti tali senza una spiegazione apparente.

Molto spesso, a seconda della diversa categoria di manifestazione, si possono presentare alcune varianti riguardo a quelli che sono in generale ritenuti i comportamenti tipici dei morti viventi. I tipi di non morti conosciuti maggiormente nel fantasy e nella mitologia e folklore sono i Vampiri, gli zombi, i Revenant e i Lich
- Nella serie iniziata con Il ritorno dei morti viventi (The Return of the Living Dead, 1985) di Dan O'Bannon, i cadaveri venivano risvegliati da un particolare tipo di gas sperimentale realizzato dall'esercito statunitense. Una volta che un essere vivente o defunto entrava in contatto con questo gas, si trasformava in un morto vivente che non poteva essere eliminato utilizzando i metodi tradizionali. Anche volendone bruciare il corpo, il gas mischiato al fumo della cremazione si spargeva nell'aria contagiando nuove aree. Il gas permetteva loro anche di parlare, indipendentemente lo stato di decomposizione del corpo, e di muoversi con una maggiore agilità rispetto agli standard normali.
- Nel film Undead or Alive. Mezzi vivi, mezzi morti (Undead or Alive: A Zombedy, 2007) di Glasgow Phillips, per uccidere i morti viventi creati dalla maledizione che il capo indiano Geronimo aveva lanciato agli uomini bianchi che avevano sterminato il suo popolo, si rendeva necessaria la completa decapitazione. Anche in questo caso i corpi rianimati possedevano l'uso della parola e delle principali facoltà di un normale essere vivente.

In molti film, e in special modo in quelli che si sono ispirati più o meno liberamente al romanzo di Matheson, si è verificata addirittura una sovrapposizione della figura del morto vivente con quella del vampiro, con le altrettanto inevitabili sovrapposizioni dei comportamenti, facoltà e vulnerabilità delle due tipologie di creature in questione.

## Nella cultura di massa
Nella letteratura fantastica del XVIII secolo, il morto vivente veniva generalmente correlato al tema della necromanzia. Spesso il non morto stesso era uno stregone tornato dal regno dei morti, o un altro essere umano riportato in vita da un negromante come suo schiavo. Nella maggior parte dei casi si trattava di un essere umano malvagio, per esempio un assassino. Per alcune fonti esisteva un nesso anche fra il ritorno alla vita come revenant e l'essere "nato con la camicia", ovvero con la membrana amniotica sul corpo o sulla testa.
Il morto vivente è in genere un non morto con poteri magici fortissimi; nel caso sia stato risvegliato da un necromante, può succedere che i poteri magici del non morto siano superiori a quelli del suo "padrone". Il folklore vuole che se chi governa il non morto dovesse morire, il morto vivente stesso cesserebbe di esistere perché mentalmente ed "energicamente" legato al suo padrone.
Per impedire ad una persona morta di diventare un morto vivente, la leggenda vuole che si dovessero infilare dei chiodi benedetti nel cranio, oppure amputargli arti e testa per segregarlo per sempre nel buio della tomba. La figura del non morto è stata recuperata da diverse opere di letteratura horror e fantasy moderne, nonché da altre forme di finzione come i giochi di ruolo. Un esempio è il mostro Revenant nella serie di videogiochi Final Fantasy, dove il Revenant è appunto, un tipo di mostro umanoide della classe non morto o zombi, a volte con arti mancanti.
Lo storico Renzo De Felice utilizza il termine revenants per indicare quei personaggi politici che, caduti in disgrazia con l'avvento della dittatura fascista, tornarono improvvisamente in auge dopo la caduta di Benito Mussolini.

## Diffusione
Dopo essere stato per lungo tempo un genere principalmente di produzione statunitense (con discreti contributi da parte della cinematografia europea, in special modo italiana) la figura del morto vivente ha conosciuto negli ultimi dieci anni una sviluppo planetario, con produzioni di film e serie tv distribuite nell'arco di quattro continenti. Sono numerose infatti le produzioni giapponesi e inglesi, seguite da Canada, Australia, Nuova Zelanda, Corea e Hong Kong. In Europa si sono cimentate, anche con buoni risultati, produzioni spagnole, tedesche, francesi e irlandesi. Un piccolo contributo è stato dato anche dalla Repubblica Ceca e dalla Grecia.
Morti viventi si trovano perfino nella cinematografia indiana: nel datato Chalta Purza (1932) di Balwant Bhatt, o nel più recente Border di J.P. Dutta (1997) e in quella pakistana con Hell's ground (Zibahkhana - 2007) di Omar Khan.
Parallelamente al filone esplicitamente horror, si è andato sviluppando, soprattutto negli anni più recenti, anche un diverso genere maggiormente ispirato da una vena umoristica o grottesca. Di questo genere può essere riconosciuto come capostipite il film Il ritorno dei morti viventi (The Return of the Living Dead, 1985) di Dan O'Bannon.
Con l'inizio del nuovo secolo si sta assistendo ad un vero e proprio fenomeno zombi, dove la figura del morto vivente ha conosciuto positivi consensi di pubblico anche nel filone letterario, nei fumetti e nelle serie televisive. Notevole sviluppo si è avuto anche nella creazione di videogiochi in tema.

## Interpretazione
L'immagine del morto vivente, introdotta da La notte dei morti viventi  in poi, è stata spesso utilizzata come metafora sociale, e come critica nei confronti di molti aspetti della società moderna.
- Nel secondo film realizzato da George Romero – Zombi  (Dawn of the dead - 1978), i morti viventi affollavano un centro commerciale, mimando grottescamente le medesime gestualità dei vivi.
- Nell'episodio Candidato maledetto (Homecoming - 2005), girato da Joe Dante per la serie Masters of Horror  – i morti viventi erano soldati uccisi durante la guerra in Iraq che tornavano in vita solo per partecipare con il loro voto alle elezioni presidenziali statunitensi.
- In Fido, pellicola canadese realizzata dal regista Andrew Currie (2006), i morti viventi entravano a far parte della società stessa, resi innocui da un collare elettronico e utilizzati quindi come bassa manovalanza. In maniera similare si concludeva anche l'inglese L'alba dei morti dementi (Shaun of the dead – 2004) di Edgar Wright.

Secondo poi un'ottica prettamente religiosa la figura del morto vivente cinematografico incarna l'immagine stessa del mito dell'Apocalisse di Giovanni  (o Libro della Rivelazione) - dove è scritto che al finire dei tempi i morti resusciteranno dalla tomba per il Giudizio Finale.

## Filmografia

### Film di George A. Romero
- La notte dei morti viventi (Night of the Living Dead), (1968)
- Zombi (Dawn of the Dead), (1978)
- Creepshow, regia di George A. Romero -  episodio: La festa del papà, Alta marea (1982)
- Il giorno degli zombi (Day of the Dead), (1985)
- La terra dei morti viventi (Land of the Dead), (2005)
- Le cronache dei morti viventi (Diary of the Dead), (2007)
- Survival of the Dead - L'isola dei sopravvissuti (Survival of the Dead), (2009).

#### Remake
- La notte dei morti viventi (Night of the Living Dead), regia di Tom Savini (1990)
- L'alba dei morti viventi (Dawn of the Dead), regia di Zack Snyder (2004)
- La notte dei morti viventi 3D (Night of the living dead 3D), regia di Jeff Broadstreet (2006)
- Day of the Dead, regia di Steve Miner (2008)
- Night of the Living Dead: Reanimated, regia di Mike Schneider (2009)

### Film 1919-1968
- Il gabinetto del Dr.Caligari (Das kabinet des Dr. Caligari), regia di Robert Wiene (1919)
- L'isola degli zombies (White Zombie), regia di Victor Halperin (1932)
- Chalta Purza, regia di Balwant Bhatt (1932)
- The Black Cat, regia di Edgar Ulmer (1934)
- Revolt of the Zombies, regia di Victor Halperin (1936)
- L'ombra che cammina (The Walking Dead), regia di Micheal Curtiz (1936)
- La donna e lo spettro (The Ghost Breaker), regia di George Marshall (1940)
- A mezzanotte corre il terrore (Bowery at Midnight), regia di Wallace Fox (1942)
- King of the Zombies, regia di Jean Yarbrough (1941)
- Ho camminato con uno zombie (I Walked with a Zombie), regia di Jacques Tourneur (1943)
- Revenge of the Zombies, regia di Steve Sekely (1943)
- Voodoo Man, regia di William Beaudine (1944)
- Zombies on Broadway, regia di Gordon Douglas (1945)
- Valley of the Zombies, regia di Philip Ford (1946)
- Get Along Little Zombie, regia di Edward Bernds - cortometraggio (1946)
- Zombie of the Stratosphere, regia di Fred C. Brannon (1952)
- Morti di paura (Scared Stiff), regia di George Marshall (1953)
- Banditi atomici (Creature with the Atom Brain), regia di Edward L. Chan (1955)
- Teenage zombies, regia di Jerry Warren (1955)
- Il segreto di Mora Tau (Zombies of Mora Tau), regia di Edward L. Cahn (1957)
- L'isola stregata dagli zombies (Voodoo Island), regia di Reginald Le Borg (1957)
- Plan 9 from Outer Space, regia di Edward D.Wood Jr. (1958)
- L'uomo senza corpo (Curse of the Undead), regia di Edward Dein (1959)
- Gli orrori del museo nero (Horrors of the Black Museum), regia di Arthur Crabtree (1959)
- Assalto dallo spazio (Invisible Invaders), regia di Edwad L. Cahn (1959)
- The Dead One, regia di Barry Mahon (1961)
- Santo contra los zombies (Invasion of the Zombies), regia di Benito Alzraki (1961)
- Carnival of Souls, regia di Herk Harvey (1962)
- Horror of the Party Beach, regia di Del Tenney (1964)
- The Curse of the Living Corpse, regia di Del Tenney (1964)
- The Incredibly Strange Creatures Who Stopped Living and Became Mixed-Up Zombies, regia di Ray Dennis Steckler (1964)
- Ti mangerò la pelle (Zombies - I Eat Your Skin), regia di Del Tenney (1964)
- La lunga notte dell'orrore (Plague of the Zombies), regia di John Gilling (1965)
- Terrore nello spazio (1965)
- The Astro-Zombies, regia di Ted Mikels (1968)
- Mad Doctor of Blood Island, regia di Gerardo de Leon e Eddie Romero (1968)

### Film 1969-2010
- La rabbia dei morti viventi (I Drink Your Blood), regia di David E. Durston (1971)
- Le tombe dei resuscitati ciechi (La noche del terror ciego), regia di Amando de Ossorio (1971)
- Gli adoratori della morte (La muerte vivente), regia di Juan Ibanez e Jack Hill (1971)
- 1975: Occhi bianchi sul pianeta Terra (The Omega Man), regia di Boris Sagal (1971)
- L'assedio dei morti viventi (Children Shouldn't Play with Dead Things), regia di Benjamin Clark (1972)
- Vengeance of the Zombies (La rebelión de las muertas), regia di Jose Luis Merino - alias Paul Naschy (1972)
- Garden of the Dead, regia di John Hayes (1972)
- La cavalcata dei resuscitati ciechi (El ataque de los muertos sin ojos), regia di Amando de Ossorio (1973)
- Kung bakit dugo ang kulay ng gabi, regia di Celso Castillo (1973)
- L'orgia dei morti (La orgía de los muertos), regia di Jose Luis Merino - alias Paul Naschy (1973)
- House of the Living Dead, regia di Ray Austin (1973)
- La tumba de la isla maldita, regia di Julio Salvador e Ray Denton (1973)
- Sugar Hill, regia di Paul Maslansky (1974)
- Non si deve profanare il sonno dei morti (The Living Dead at Manchester Morgue), regia di Jorge Grau (1974)
- La nave maledetta (El buque maldito), regia di Armando De Ossorio (1974)
- La notte dei resuscitati ciechi (La noche de las gaviotas), regia di Armando De Ossorio (1974)
- Black Magic II (Gou hun jiang tou), regia di Meng Hua Ho (1976)
- L'occhio nel triangolo (Shock waves), regia di Ken Wiederhorn (1978)
- Nurse Sherri, regia di Al Adamson (1978)
- La casa degli zombi (The Child), regia di Robert Voskanian (1978)
- Manitù, lo spirito del male (The Manitou), regia di William Girdler (1978)
- Les Raisins de la Mort, regia di Jean Rollin (1978)
- Alien Dead, regia di Fred Olen Ray (1980)
- Il ritorno degli zombi (Toxic Zombies), regia di Charles McCrann (1980)
- Morti e sepolti (Dead and Buried), regia di Gary Sherman (1981)
- Night of the Zombies (Gamma 693), regia di Joel M. Reed (1981)
- Kiss Daddy Goodbye (Revenge of the zombie), regia di Patrick Regan (1981)
- Oasis of the Zombies, regia di Jesús Franco (1981)
- Zombie Lake (Le lac des morts vivants), regia di Jean Rollin 1981)
- La mansión de los muertos vivientes, regia di Jesús Franco (1982)
- Wu long tian shi zhao ji gui (Kung fu zombie), regia di Yi-Jung Hua (1982)
- I was a zombie for the F.B.I., regia di Marius Penczner (1982)
- La morte vivante, regia di Jean Rollin (1982)
- La tumba de los muertos vivientes regia di Jesús Franco (1983)
- Hard Rock Zombies regia di Krishna Shah (1984)
- Zombies Island Massacre, regia di John N.Carter (1984)
- La notte della cometa (Night of the comet), regia di Thom Eberhardt (1984)
- Zombie Hunger, regia di Richard Kern (1984)
- Zombie Hunger 2''), regia di Richard Kern -  cortometraggio (1984)
- Il ritorno dei morti viventi (The Return of the Living Dead), regia di Dan O'Bannon (1985)
- Attack of the Beast Creatures, regia di Michael Stanley (1985)
- Re-Animator (Re-Animator), regia di Stuart Gordon (1985)
- La vendetta dei morti viventi (Riders of the living dead), regia di Samuel M. Sherman (1986)
- Dimensione Terrore (Night of the Creeps), regia di Fred Dekker (1986)
- I morti viventi sono tra noi (La revanche des mortes vivantes), regia di Pierre Reinhard (1986)
- Zombie Brigade (Night crawl), regia di Carmelo Musca e Barrie Pattison (1986)
- Goremet, Zombie Chef from the Hell, regia di Don Swan (1986)
- Zombie nightnare, regia di Jack Bravman (1986)
- Scuola di zombi (Zombie High), regia di Ron Link (1986)
- Dimensione Terrore (Night of the Creeps), regia di Fred Dekker (1986)
- Il serpente e l'arcobaleno (The Serpent and the Rainbow), regia di Wes Craven (1986)
- Il signore del male (Prince of Darkness), regia di John Carpenter (1987)
- I ragazzi del cimitero (I Was a Teenage Zombie), regia di John Elias Michalakis (1987)
- Zombie vs. Ninja, regia di Godfrey Ho (1987)
- The Video Dead, regia di Robert Scott (1987)
- The dead next door, regia di J.R.Bookwalter (1988)
- Il ritorno dei morti viventi 2 (The Return of the Living Dead Part II), regia di Ken Wiederhorn (1988)
- Redneck Zombies, regia di Pericles Lewnes (1988)
- Waxwork – Benevenuti al Museo delle Cere (Waxwork), regia di Anthony Hickox (1988)
- Sbirri oltre la vita (Dead heat), regia di Mark Goldblatt (1988)
- FleshEater, regia di William Hinzman (1988) (1988)
- Jiang shi da nao xi men ding (Spirit vs. zombie), regia di Feng Pang (1988)
- Zombie Rampage, regia di Todd Sheets (1988)
- Cimitero vivente (Pet Sematary), regia di Mary Lambert (1989)
- Re-Animator 2 (Bride of the re-animator), regia di Brian Yuzna (1990)
- Due occhi diabolici (Two Evil Eyes), regia di George A. Romero e Dario Argento (1990)
- The Boneyard, regia di James Cummins (1990)
- Il soffio del diavolo (Demon Wind), regia di Charles Philip Moore (1990)
- Dead Dudes in the House, regia di James Riffel (1990)
- Zombie Army, regia di Betty Stapleford (1991)
- Batoru gâru: Tokyo crisis wars, regia di Kazuo 'Gaira' Komizu (1991)
- Zombie cop, regia di J.R. Bookwalter (1991)
- Zombie 90 - extreme pestilence, regia di Andreas Schnaas (1991)
- Zombie News, regia di Malcolm Marmorstein (1991)
- Chrome Hearts (Chopper Chicks in Zombietown), regia di Dan Hoskins (1992)
- Zombie Rampage 2, regia di Todd Sheets (1992)
- Waxwork 2 – Bentornati al Museo delle Cere (Waxwork 2), regia di Todd Sheets (1992)
- Vågn op! (Vågn op! - en religiøs zombie parodi), regia di Peder Pedersen (1992)
- Splatters, gli schizzacervelli (Braindead), regia di Peter Jackson (1992)
- Cimitero vivente 2 (Pet Sematary 2), regia di Mary Lambert (1992)
- Grey Night (Ghost Bbrigade), regia di George Hickenlooper (1993)
- Zombie Bloodbath, regia di Todd Sheets (1993)
- Ozone, regia di J.R. Bookwalker (1993)
- Space Zombie Bingo!!!, regia di George Ormrod (1993)
- My boyfriend's back, regia di Bob Balaban (1993)
- 666 Mo gwai fuk wut (Satan returns), regia di Lun Ha (1993)
- Il ritorno dei morti viventi 3 (TheRreturn of the Living Dead 3), regia di Brian Yuzna (1993)
- Shatter Dead, regia di Scooter McCrae (1994)
- Zombie Bloodbath 2, regia di Todd Sheets (1995)
- Living a Zombie Dream, regia di Todd Reynolds (1996)
- Premutos - Der gefallene Engel, regia di Olaf Ittenbach (1996)
- The Necro Files, regia di Matt Jaissle (1997)
- Zombie ninja gangbangers, regia di Jeff Centauri (1997)
- Gorex: the Zombi Horror Picture Show, regia di Angel Mora Aragon (1997)
- Interview with a Zombie, regia di William Smith (1997)
- Zombie Cult massacre, regia di Jeff Dunn (1998)
- Zombie Toxin, regia di Thomas J. Moose (1998)
- Sun faa sau si (Bio-zombie), regia di Wilson Yip (1998)
- Hot wax zombie on wheels, regia di Michael Roush (1999)
- I, Zombie (I, zombie: A Chronicle of Pain), regia di Andrew Parkinson (1999)
- Zombie! vs. Mardi Gras, regia di Karl DeMolay e Will Frank (1999)
- Raw zombie11, regia di Jared Saverino (1999)
- Violent Shit 3 - Infantry of Doom (Zombie Doom), regia di Andreas Schnaas (1999)
- The Convent, regia di Mike Mendez (2000)
- Flesh freaks, regia di Conall Pendergast (2000)
- Junk: Shiryô-gari, regia di Astushi Muroga (2000)
- Versus (Ultimate), regia di Ryūhei Kitamura (2000)
- Zombie bloodbath 3, regia di Todd Sheets (2000)
- Necro files 2: behind the screams, regia di Ron Carlo (2000)
- Wild Zero, regia di Tetsuro Takeuchi (2000)
- Meat Market, regia di Brian Clement (2000)
- Necropolis Awakened, regia di Garrett White (2000)
- Teenage Zombie House Massacre, regia di Jared Bullis (2000)
- Island of the Dead, regia di Tim Southam (2000)
- El ataque de los zombies adolescentes, regia di Juan Perez Fajardo (2001)
- Stacy (Stacy: Attack of the Schoolgirl Zombies), regia di Naoyuki Tomomatsu (2001)
- Mulva: zombie ass kicker!, regia di Chris Seaver (2001)
- Meat Market 2, regia di Brian Clement (2001)
- Alles Zombies, regia di Sebastian Kutzli (2001)
- Zombies Chronicles, regia di Brad Sykes (2001)
- Le6ion of the Dead, regia di Olaf Ittenbach (2001)
- Plaga zombie: Zona mutante, regia di Pablo Parés ed Hernán Saéz (2001)
- Fantasmi alla riscossa (When Good Ghouls Go Bad), regia di Patrick Read Johnson (2001)
- Biker Zombies, regia di Todd Brunswick (2001)
- Deadline, regia di Jonathan Kray -  cortometraggio (2001)
- Canadian Zombie, regia di Julian Clarke (2002)
- Mi suegra es un zombie, regia di Ernesto Aguilar (2002)
- Zombie Campout, regia di Joshua D.Smith (2002)
- 28 giorni dopo (28 Days Later), regia di Danny Boyle (2002)
- Resident Evil, regia di Paul Anderson (2002)
- Undead, regia di Michael & Peter Spierig (2003)
- Oh no, zombies!!!, regia Nina Cacciatore(2003)
- Deadhunter: Sevillian Zombies, regia di Julian Lara (2003)
- Zombies Beach Party, regia di Stacey Case (2003)
- Re-Animator 3, regia di Brian Yuzna (2003)
- Corpses are Forever, regia di Jose Prendes (2003)
- Zombie Hospital, regia di Elza Kephart (2003)
- La notte dei morti dementi (Una de zombis), regia di Miguel Angel Lamata (2003)
- Zombiegeddon, regia di Chris Watson (2003)
- Maial zombie - Anche i morti lo fanno (Night of the living dorks), regia di Mathias Dinter (2004)
- Khun krabii hiiroh (Sars Wars: Bangkok zombie crisis), regia di Taweewat Wantha (2004)
- Ghost Lake, regia di Jay Woelfel (2004)
- Bone Sickness, regia di Brian Paulin (2004)
- Curse of the Maya, regia di David Heavener (2004)
- Resident Evil: Apocalypse, regia di Alexander Witt (2004)
- L'alba dei morti dementi (Shaun of the dead), regia di Edgar Wright (2004)
- Shaolin contro i mostri diabolici (Shao Lin jiang shi), regia di Duglas Kung (2004)
- Zombie Honeymoon, regia di David Gebroe (2004)
- Vampires vs Zombies, regia di Vince D'Amato (2004)
- Choking Hazard, regia di Marek Dobes (2004)
- Dead Meat, regia di Conor McMahon (2004)
- Van Helsing, regia di Stephen Sommers (2004)
- Die You Zombie Bastard, regia di Caleb Emerson (2004)
- To kako (Evil), regia di Yorgos Noussias (2005)
- All Souls Day: Dia de los muertos, regia di Jeremy Casten (2005)
- Doom, regia di Andrzej Bartkowiak (2005)
- Infestation, regia di Edward Evers-Swindell (2005)
- Facility 4, regia di Colter Freeman - cortometraggio (2005) (2005)
- Return of the Living Dead 4: Necropolis, regia di 2005 di Ellory Elkayem (2005)
- Return of the Living Dead 5: Rave to the Grave, regia di 2005 di Ellory Elkayem (2005)
- Hood of the living dead, regia di Edoardo Quiroz e Jose Quiroz (2005)
- Day of the Dead 2: Contagium, regia di Ana Clavell e James Glenn Dudelson (2005)
- The House of the Dead 2 - Contagio finale (Severed), regia di Carl Bessai (2005)
- City of the Dead - La morte viene dallo spazio (Last rites), regia di Duane Stinnet (2006)
- Zombie self-defense force - Armata mortale (Zonbi jieitai), regia di Naoyuki Tomomatsu (2006)
- Slither, regia di James Gunn (2006)
- Meat Market 3, regia di Brian Clement (2006)
- Horrors of War, regia di Peter John Ross e John Withney (2006) (2006)
- Cacciatori di Zombie (House of the dead 2: Dead Aim), regia di Michael Hurst (2006)
- Black sheep – Pecore assassine (Black Sheep), regia di Jonathan King (2006)
- Zombies - La Vendetta degli Innocenti (Wicked Little Things), regia di J.S. Cardone (2006)
- Fido, regia di Andrew Currie (2006)
- Brunch of living dead, regia di Dan Dujnic (2006)
- The Zombie Diaries, regia di Michael Bartlett e Kevin Gates (2006)
- Grindhouse - Planet Terror, regia di Robert Rodríguez (2007)
- Undead or Alive - Mezzi vivi e mezzi morti (Undead or Alive: a Zombedy), regia di Glasgow Phillips (2007)
- Dead heist, regia di Bo Webb (2007)
- Better Off Undead, regia di John Pata - cortometraggio (2007)
- Zombies from Banana Village (Zombi Kampung pisang), regia di Mamat Khalid (2007)
- Zombie Movie, regia di Brandon Clayton - cortometraggio (2007)
- American Zombie, regia di Grace Lee (2007)
- Hell's Ground (Zibahkhana), regia di Omar Khan (2007)
- Living dead lock up 2: March of the dead, regia di Mario Xavier (2007)
- 28 settimane dopo (28 weeks later), regia di Juan Carlos Fresnadillo (2007)
- Resident Evil: Extinction, regia di Paul Anderson e Russell Mulcahy (2007)
- Rec, regia di Paco Plaza e Jaume Balagueró (2007)
- Io sono leggenda, regia di Francis Lawrence (2007)
- Dead Moon Rising, regia di Mark E. Poole (2007)
- Evil Keg, regia di Allen Wilbanks (2007)
- Flight of the living dead: Outbreak on a Plane, regia di Scott Thomas (2007)
- Poultrygeist: Night of the Chicken Dead, regia di Lloyd Kaufman (2007)
- Night of living dead mexicans, regia di Nicholas Humpries (2008)
- Zombie Strippers, regia di Jay Lee (2008)
- Dance of the Dead, regia di Gregg Bishop (2008)
- Zombie Hunter Rika (Saikyô heiki joshikôsei: Rika - zonbi hantâ vs saikyô zonbi Gurorian), regia di Ken'ichi Fujiwara (2008)
- The Dead Outside, regia di Kerry Anne Mullaney (2008)
- World Wide Dead, regia di Pete Curran e Tim Keeling (2008)
- Marvel Zombie: The Movie, regia di Scott Fields e James Ojala - cortometraggio (2008)
- Last of the Living, regia di Logan McMillan (2008)
- Resident Evil: Degeneration, regia di Makoto Kamiya - computer grafica (2008)
- Yoroi: Samurai zonbi, regia di Tak Sakaguchi (2008)
- Last Night - Morte nella notte, regia di Richard Crudo (2008)
- Graveyard of the Living Dead, regia di Marc Rohnstock (2008)
- Quarantena (Quarantine), regia di John Erick Dowdle (2009)
- Dead Snow (Død snø), regia di Tommy Wirkola (2009)
- Dead Air, regia di Corbin Bernsen (2009)
- Rec 2, regia di Paco Plaza e Jaume Balagueró (2009)
- Paris by Night of the Living Dead, regia di Gregory Morin - cortometraggio (2009)
- Benvenuti a Zombieland (Zombieland), regia di Ruben Fleischer (2009)
- Buddy BeBop vs the Living Dead, regia di Justin Cash Kirkpatrick (2009)
- Zombie & Cigarettes, regia di Rafael Martínez e Inaki San Romàn - cortometraggio (2009)
- Zombie Beach, regia di Mukesh Asopa (2009)
- Zombie Town: The Movie, regia di Nicholas Aubrey (2009)
- Zombie Women of Satan, regia di Steve O'Brien e Warren Speed (2009)
- Autumn, regia di Steven Rumbelow (2009)
- Resident Evil: Afterlife, regia di Paul Anderson (2010)
- Rammbock (Siege of the Dead), regia di Marvin Kren (2010)
- Shibyo Osen Dead Rising, regia di Keiji Inafune (2010)
- The Horde (La Horde), regia di Yannick Dahan e Benjamin Rocher (2010)

### Film italiani
- Roma contro Roma, regia di Giuseppe Vari (1964)
- L'ultimo uomo della Terra, regia di Ubaldo Ragona (1964)
- 5 tombe per un medium, regia di Massimo Pupillo (1965)
- Zombi 2, regia di Lucio Fulci (1979)
- Incubo sulla città contaminata, regia di Umberto Lenzi (1980)
- Zombie horror - Le notti del terrore, regia di Andrea Bianchi (1980)
- Zombi Holocaust, regia di Marino Girolami (1980)
- Paura nella città dei morti viventi, regia di Lucio Fulci (1980)
- Virus - L'inferno dei morti viventi, regia di Bruno Mattei (1980)
- Quella villa accanto al cimitero, regia di Lucio Fulci (1981)
- Zeder, regia di Pupi Avati (1983)
- Rats – Notte di terrore, regia di Bruno Mattei (1984)
- Killing Birds, regia di Claudio Lattanzi (1987)
- Zombi 3, regia di Lucio Fulci, Bruno Mattei e Claudio Fragasso (1988)
- After Death (Oltre la morte), regia di Claudio Fragasso e Bruno Mattei (1984)
- Dellamorte Dellamore, regia di Michele Soavi (1994)
- L'isola dei morti viventi, regia di Bruno Mattei (2006)
- Zombi - La creazione, regia di Bruno Mattei (2007)
- The End? L'inferno fuori, regia di Daniele Misischia (2017)

## Fumetti
- Zombie di Stan Lee e Bill Everett (1953) – Marvel Comics
- Hellsing di Kōta Hirano (1997-2008) – Young King OURs
- The Walking Dead di Robert Kirkman (2004/5), disegni di Tony Moore e Charlie Adlard – Image Comics
- Il Pianeta dei Morti, serie a fumetti dedicata al personaggio di Dylan Dog, di Alessandro Bilotta e autori vari – Sergio Bonelli Editore
- Marvel Zombi 1-5 di Mark Millar e Greg Land (2005) - Marvel Comics
- Toe Tags  di George Romero (2004/5), disegni di Tommy Castillo - DC Comics
- Victorian Undead 1-6 di Ian Edginton (2010), disegni di Davide Fabbri - DC Comics
- Wake Up Deadman di Kim Yong Hwan (2010) – Daum[6]

## Televisione
- La morte non esiste (The Dead Don't Die) (film tv, 1975) di Curtis Harrington
- Masters of Horror - st.1, ep.3: La danza dei morti (Dance of the Dead, 2005) di Tobe Hooper
- Masters of Horror - st.1, ep.6: Candidato maledetto (Homecoming, 2005) di Joe Dante
- Dead Set - serie tv di Yann Demange (2008)
- Woke Up Dead - serie tv di John Fasano (2009), tratta dall'omonimo fumetto
- The Walking Dead - serie tv di Frank Darabont (2010), tratta dall'omonimo fumetto
- Il Trono di Spade - serie tv di D.B. Weiss e David Benioff (2011).

## Cartoni animati
- Heavy Metal - 1981 di Gerald Potterton
- Scooby-Doo e l'isola degli zombi - 1983 di Jim Stenstrum
- City of Rott - 2006 di Frank Sudol
- Tofu the Vegan Zombie in Zombie Dearest (cortometraggio, 2007) di Lee Stringer
- Zombie-Loan - serie tv del 2007 tratta dall'omonimo manga
- Zombie Hotel - serie tv del 2005 di Jeff Goode
- Xombie di James Farr (attualmente disponibile solo in rete)
- Highschool of the Dead - serie tv del 2010 tratta dall'omonimo manga

## Nei giochi
Nei giochi da tavolo o nei wargame ad ambientazione fantasy i morti viventi sono creature che abitano cimiteri e cripte.
In Dungeons & Dragons i morti viventi sono tutti classificati come "non morti" e costituiscono un nutrito gruppo di creature che di solito sono avversari dei personaggi giocanti. Tuttavia, alcuni non morti dotati di intelligenza, possono essere usati dai giocatori come personaggi.

### Giochi di ruolo
- Sine Requie

### Giochi da tavolo
- HeroQuest

### Videogiochi
- Alone in the Dark
- Call of Duty: World at War (modalità nazi zombie).
- Call of Duty: Black Ops (modalità zombie - sia nuova che ripresa da World at War).
- Dying Light
- Dead Frontier (MMORPG)
- Dead Rising
- Doom
- Myth: the Fallen Lords
- Resident Evil
- The House of the Dead
- Zombie Revenge
- Metal Slug 3 (missione 2) e Metal Slug 4 (missione 4)
- S.T.A.L.K.E.R.: Shadow of Chernobyl
- La Casa (Evil Dead)
- They Hunger (mod per Half-Life)
- "The evil within", "The evil within 2"
- Land of the Dead: Road to Fiddler's Green
- Stubbs The Zombie: rebel without a pulse
- Obscure
- Silent Hill
- Zombie Panic! Source (mod per Half-Life 2)
- Ghosts 'n Goblins
- Return to Castle Wolfenstein
- Lollipop Chainsaw
- Realm of the Dead
- Conker's Bad Fur Day (capitolo Paura)
- Red Dead Redemption (DLC Undead Nightmare)
- N.Y. Zombie
- Fable, Fable 2, Fable 3
- MediEvil, MediEvil 2
- Dead Island
- Killing Floor
- The Last of Us
- Dying Light
- Mortal Kombat X
- Dark Souls, Dark Souls 2, Dark Souls 3
- World of Warcraft